# William Henry Ridley
- Portal:Cristianismo. Contenido relacionado con Cristianismo.William Henry Ridley (2 de abril de 1816 - 17 de febrero de 1882) fue un sacerdote de la Iglesia de Inglaterra y autor.

## Vida
Ridley, nacido el 2 de abril de 1816, era el hijo mayor de Henry Colborne Ridley (1780-1832), rector de Hambleden, cerca de Henley-on-Thames, descendiente de los Ridley de Willimoteswick. Su madre era Mary, hija de James Ferrier de Lincoln's Inn Fields. Se matriculó en Christ Church, Oxford, el 15 de mayo de 1834, fue estudiante de 1836 a 1841, se graduó de B.A. en 1838 y de M.A. en 1840.
Herendó el cargo familiar de Hambleden el 25 de julio de 1840 y permaneció allí hasta su muerte. En 1859 se convirtió en decano rural de Wycombe y en 1871 en canónigo honorario de Christ Church, Oxford.
Falleció en Brighton el 17 de febrero de 1882, después de casarse el 25 de agosto de 1841 con Sophia Albertina, segunda hija de Charles Richard Sumner, obispo de Winchester. Con ella, que falleció el 1 de julio de 1884, tuvo un único hijo, Henry Colborne Mannoir Ridley.

## Publicaciones
Ridley fue un prolífico escritor de literatura teológica, pero muchas de sus publicaciones son solo sermones y tratados individuales. Estos últimos incluyen dos "Tratados Sencillos sobre la Confirmación" (1844 y 1862), que tuvieron una amplia difusión. Sus principales obras son:
- The Holy Communion, partes i. y ii., 1854; 3ª edición, 1860.
- What can we do for our Soldiers in the East? 1854.
- Clerical Incomes and Clerical Taxation; Dr. Phillimore's Bill for the Assessment of Tithe Commutation Rent Charges, 1856.
- What can we do for our Fellow Subjects in India? 1857.